# 弗莱明环形山
弗莱明环形山（Fleming）是位于月球背面北半部一座古老的大撞击坑，约形成于39.2-38.5亿年前的酒海纪，其名称取自十九世纪苏格兰细菌学家亚历山大·弗莱明（1881年-1955年）和女天文学家威廉敏娜·佩顿·史蒂文斯·弗莱明（1857年-1911年），1970年被国际天文学联合会批准接受。

## 描述

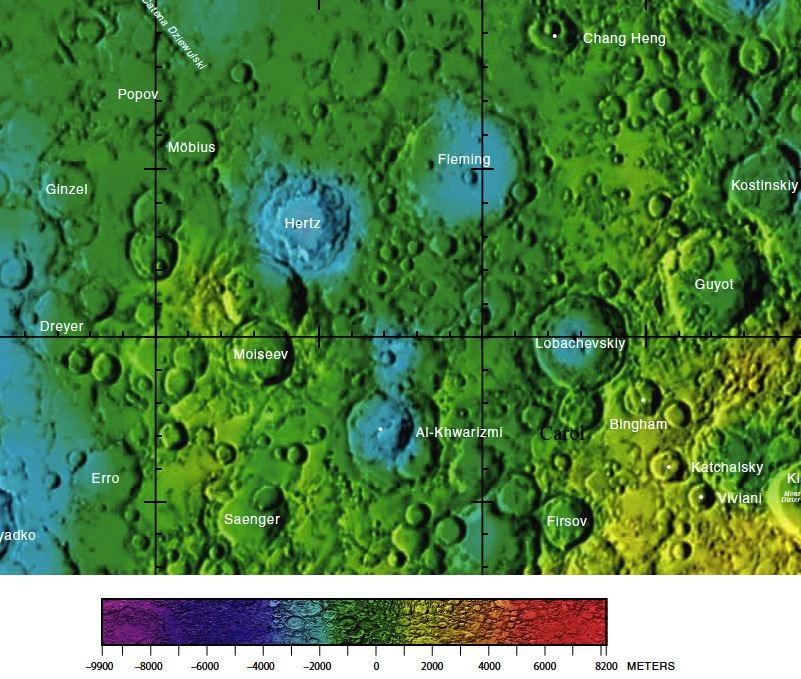
弗莱明环形山的周边，月球背面区域详图。

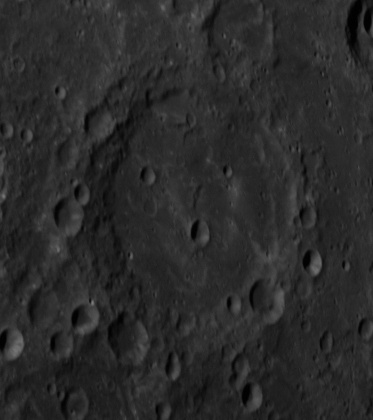
阿波罗14号哈苏相机拍摄的斜视图

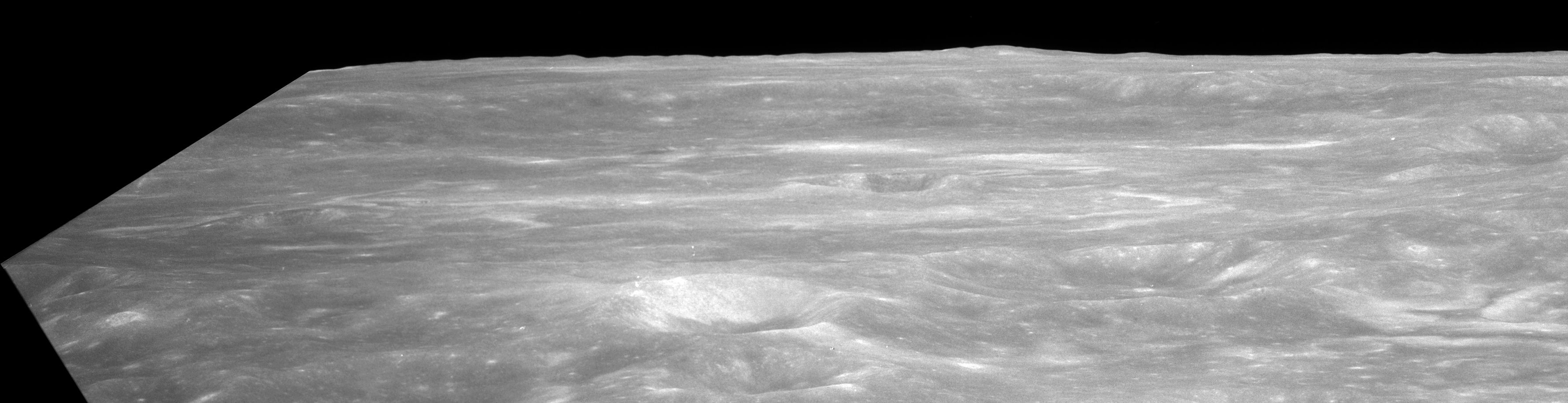
阿波罗11号哈苏相机拍摄的斜视图，面朝东北。

该陨坑西南偏西靠近赫兹环形山、东北毗邻张衡环形山、罗巴切夫斯基环形山位于它的东南偏南，而西南偏南则坐落了花拉子密环形山。该陨坑中心月面坐标为14°55′N 109°17′E / 14.91°N 109.28°E，直径126.37公里，深度约2.925公里。
弗莱明环形山外观不太圆整，因存续时间长而明显损毁，环低矮的坑壁覆盖了众多大小不同的陨石坑，其中最突出的是位于南侧坑壁上的卫星坑"弗莱明 N"，而更低的东侧壁上则横跨了另一座稍小的撞击坑。弗莱明环形山低缓的内侧壁显示有阶地状结构残迹，坑壁最大高出周边地形1630米，内部容积约有17036.27立方千米。碗状的坑底相对平坦，表面散布有一些细小的撞击坑、废墟坑残壁以及一些小山丘，中心点附近延伸着一道南北走向的短山脊，山脊东南面紧挨着一座醒目的碗状坑。
在1970年被国际天文学联合会命名前，该环形山曾被称作"第203号陨石坑"。

## 卫星陨石坑
按惯例，最靠近弗莱明环形山的卫星坑在月图上将在其中心点旁放置一字母来标注它们。

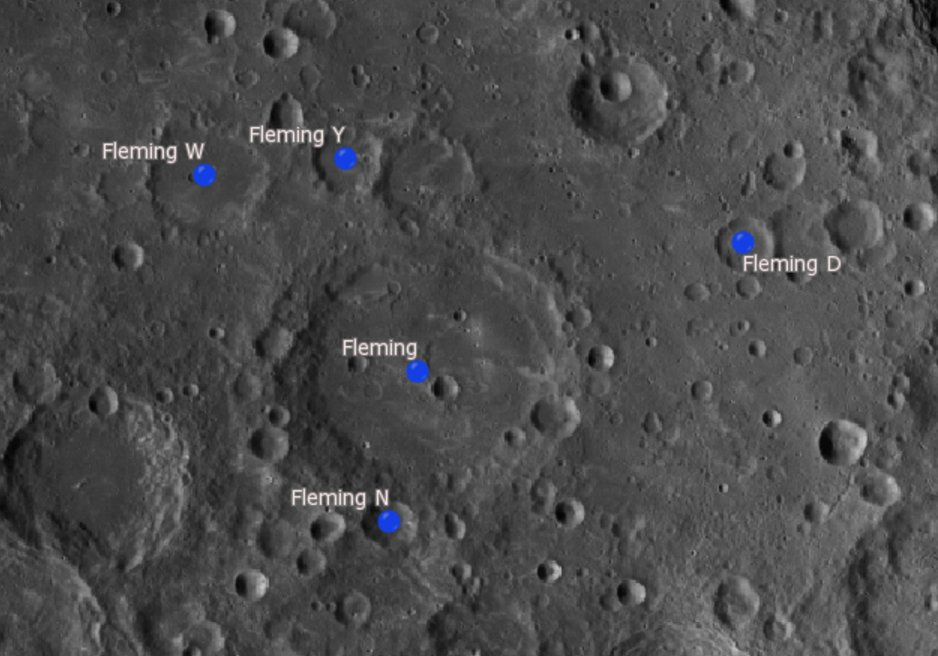
月球勘测轨道飞行器拍摄

| 弗莱明 | 纬度     | 经度      | 直径       |
| ------ | -------- | --------- | ---------- |
| D      | 16.79° N | 114.05° E | 24.71 公里 |
| N      | 12.71° N | 108.88° E | 23.13 公里 |
| W      | 17.79° N | 106.17° E | 51.88 公里 |
| Y      | 18.03° N | 108.23° E | 28.81 公里 |

## 另请参阅
- Andersson, L. E.; Whitaker, E. A. . NASA RP-1097. 1982.
- Blue, Jennifer. . USGS. July 25, 2007  [2007-08-05]. （原始内容存档于2012-04-08）.
- Bussey, B.; Spudis, P. . New York: Cambridge University Press. 2004. ISBN 978-0-521-81528-4.
- Cocks, Elijah E.; Cocks, Josiah C. . Tudor Publishers. 1995. ISBN 978-0-936389-27-1.
- McDowell, Jonathan. . Jonathan's Space Report. July 15, 2007  [2007-10-24]. （原始内容存档于2012-05-26）.
- Menzel, D. H.; Minnaert, M.; Levin, B.; Dollfus, A.; Bell, B. . Space Science Reviews. 1971, 12 (2): 136–186. Bibcode:1971SSRv...12..136M. doi:10.1007/BF00171763.
- Moore, Patrick. . Sterling Publishing Co. 2001. ISBN 978-0-304-35469-6.
- Price, Fred W. . Cambridge University Press. 1988. ISBN 978-0-521-33500-3.
- Rükl, Antonín. . Kalmbach Books. 1990. ISBN 978-0-913135-17-4.
- Webb, Rev. T. W.  6th revised. Dover. 1962. ISBN 978-0-486-20917-3.
- Whitaker, Ewen A. . Cambridge University Press. 1999. ISBN 978-0-521-62248-6.
- Wlasuk, Peter T. . Springer. 2000. ISBN 978-1-85233-193-1.